# Maaike Smit
Maaike Smit (Emmeloord, 7 augustus 1966) is een voormalig rolstoeltennisspeelster en rolstoel-basketbalspeelster uit Nederland.
Smit begon op 20-jarige leeftijd met tennis. Ze levert goede prestaties op nationale en internationale toernooien. Smit bezoekt ruim vijftien internationale toernooien per jaar. Zo doet ze mee aan de wedstrijden uit de Super Serie (vergelijkbaar met grandslamtoernooien, zoals het US Open en het Australian Open). Het Florida Open International Wheelchair Tennis Championship won ze tot aan 2008 vier keer.
In 1996 won Smit tijdens de Paralympische Spelen in Atlanta een gouden medaille in het enkelspel. Naast goede individuele prestaties won Smit met Esther Vergeer en Aniek van Koot verscheidene wedstrijden. Het dubbelspelteam Smit/Vergeer was bij de Paralympische Spelen van 2000 in Sydney en nogmaals in 2004 in Athene goed voor een gouden medaille.
De rolstoeltennisspeelster werd gesponsord door Invacare, een fabrikant van rolstoelen en andere hulpmiddelen. Ook Robin Ammerlaan had hier een contract lopen.